# 발라 타운 FC
발라 타운 FC(영어: Bala Town Football Club, 웨일스어: Clwb Peldroed Y Bala)는 귀네드 발라(Bala)를 연고로 하는 웨일스의 축구 클럽이다. 현재는 컴리 프리미어에 참가하고 있다.

## 성적
- 웨일스 프리미어리그 준우승 2회 (2014-15, 2015-16)
- 웨일스 컵 준우승 1회 (2016-17)
- 웨일스 프리미어리그컵 준우승 1회 (2013-14, 2014-15)

## 선수 명단

### 현역
- 데이비드 에드워즈(2021 ~ )
- 올리버 섀넌(2020 ~ )
- 조지 뉴웰(2022 ~ )